# Jaan Poska

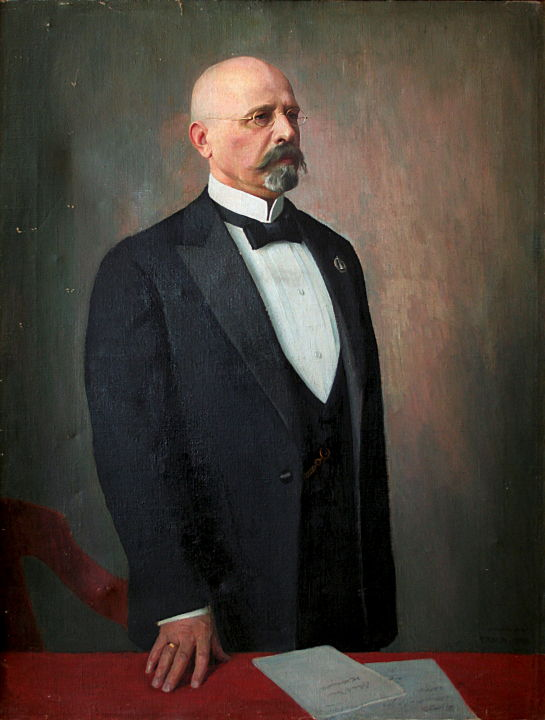
Ritratto di Jaan Poska di Paul Raud, 1929, olio su canapa

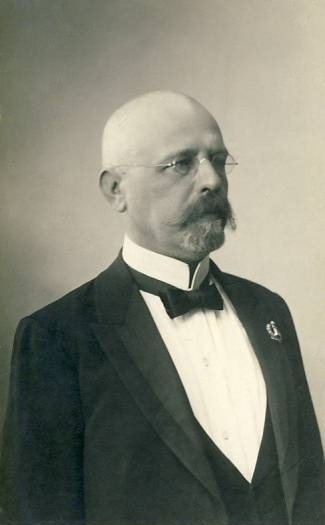
Jaan Poska

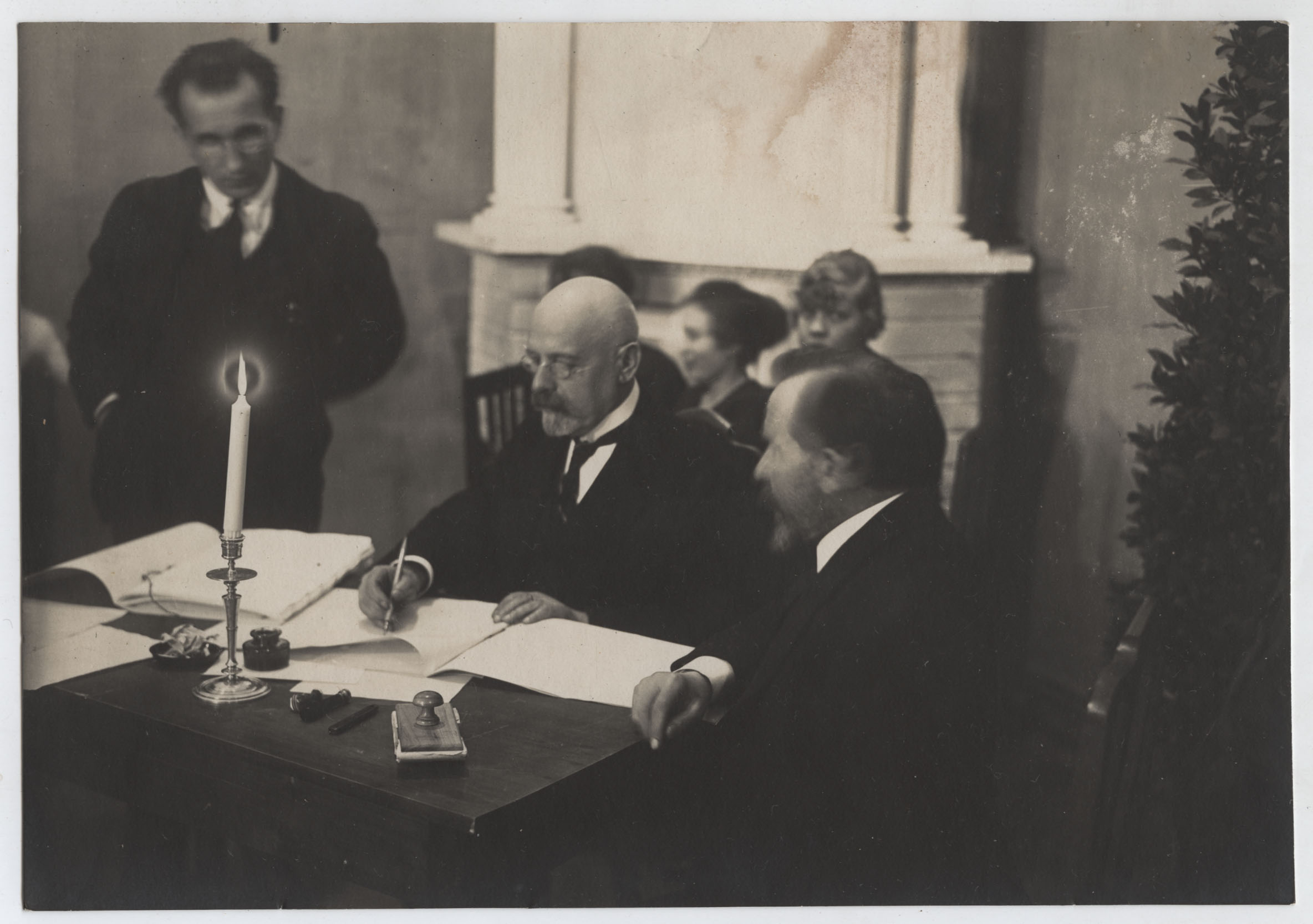
Jaan Poska, mentre firma il Trattato di Tartu (Russia-Estonia) a Tartu, 2 febbraio 1920.

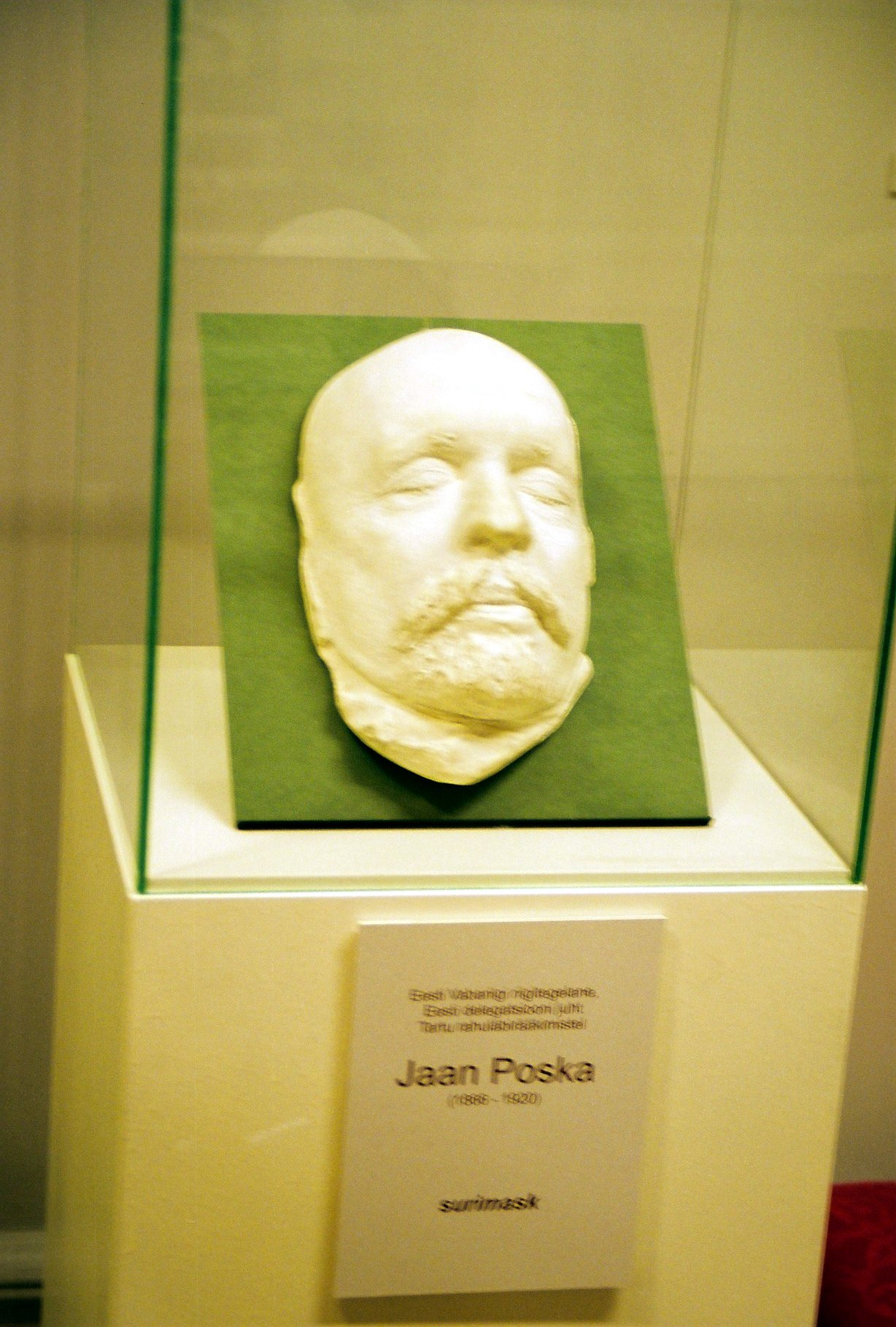
La maschera di Poska, visibile presso il museo di Tartu.

Jaan Poska (Laiusevälja, 24 gennaio 1866 – Tallinn, 7 marzo 1920) è stato un politico, avvocato e diplomatico estone.

## Biografia
Nacque a Laiusevälja, un piccolo comune rurale di Jõgeva. Nel 1890, conseguì la laurea presso la facoltà di legge dell'Università di Tartu, ed in seguito divenne un avvocato, esercitando la professione a Tallinn.
Fu sindaco di Tallinn, dal 1913 al 1917 e in tale veste sostenne svariate riforme come quella della salute e fondando due scuole. Nell'aprile del 1917, divenne governatore del Governatorato autonomo dell'Estonia.
Il 28 novembre 1917 il Maapäev rifiutò di riconoscere il nuovo corso bolscevico, proclamandosi come la suprema e unica autorità legale esistente in Estonia. La Repubblica d'Estonia poi si dichiarò formalmente indipendente il 24 febbraio 1918, ma venne occupata, per un breve periodo, dall'esercito tedesco fino alla fine della prima guerra mondiale.

## Carriera diplomatica
Il 24 febbraio 1918, Poska venne nominato ministro degli esteri della nascente Estonia indipendente.
Si attivò subito presso le democrazie occidentali per ottenere un consistente riconoscimento diplomatico internazionale per l'Estonia, che non tardò ad arrivare dai maggiori stati esteri, e in questa veste egli rappresentò a pieno titolo l'Estonia nella Conferenza di pace di Parigi, sedendo al tavolo con i vincitori.
Trattò la pace con la Russia sovietica e con questa stipulò il trattato di Tartu, che venne siglato a Tartu tra Russia ed Estonia il 2 febbraio 1920.

## Onorificenze
* Croce della Libertà III/I